# Aliens in the Family
Aliens in the Family foi uma sitcom americana de gênero ficção científica e fantasia que foi ao ar na ABC, concebida como parte de sua programação TGIF.